# 另一段愛情
〈另一段愛情〉是英國歌手湯姆·歐德的出道單曲，由In the Name Of和哥伦比亚唱片於2012年10月15日發行，收錄在歐德首張錄音室專輯《琴韻大道》。在歌曲發行10年後，〈另一段愛情〉迎來事業高峰。